# Chapelle de Koat-Keo
La chapelle actuelle de Koat-Keo fut construite en 1937 à Coat-Quéau, en la commune de Scrignac dans le département du Finistère, à l'initiative de l'abbé Perrot, fondateur du Bleun-Brug, par l'architecte James Bouillé (1894-1945), créateur de l'Atelier breton d'art chrétien.
Elle est considérée comme un exemple significatif de la recherche d’une création architecturale bretonne moderne (style néobreton). James Bouillé, qui participa à la création du Parti autonomiste breton, tenta d'exprimer à travers toute son œuvre ses convictions de militant, en se faisant le chantre du renouveau de l'expression artistique bretonne. Cela s'est traduit dans le cas précis de cette chapelle, par un style gothique modernisé, notamment pour le clocher et les baies, et la conception très moderne d'un porche largement ouvert, dans lequel se trouve un autel.
Pour la décoration, James Bouillé fit appel au sculpteur Jules-Charles Le Bozec (1898-1973) et au maître-verrier Gevel Job pour les vitraux.
En raison de la personnalité de son commanditaire, la chapelle de Koat-Keo revêt une importance symbolique très grande dans l'histoire du mouvement nationaliste breton. La chapelle et son placître ont été inscrits monument historique le 30 septembre 1997, tout juste soixante ans après sa construction.

## Historique de la trève de Coat-Quéau
Coat-Quéau fut longtemps une trève importante de Scrignac. En 1388, une bulle accorde des indulgences à ceux qui voudraient contribuer par leurs aumônes à la restauration de sa chapelle. Une couverture d'un livre en parchemin signale l'existence d'une école à Coat-Quéau dans la seconde moitié du XVe siècle. La chapelle fut vraisemblablement reconstruite au XVIe siècle et était entourée d'un enclos paroissial avec cimetière et calvaire. Elle tombe en ruines dès la fin du XIXe siècle.

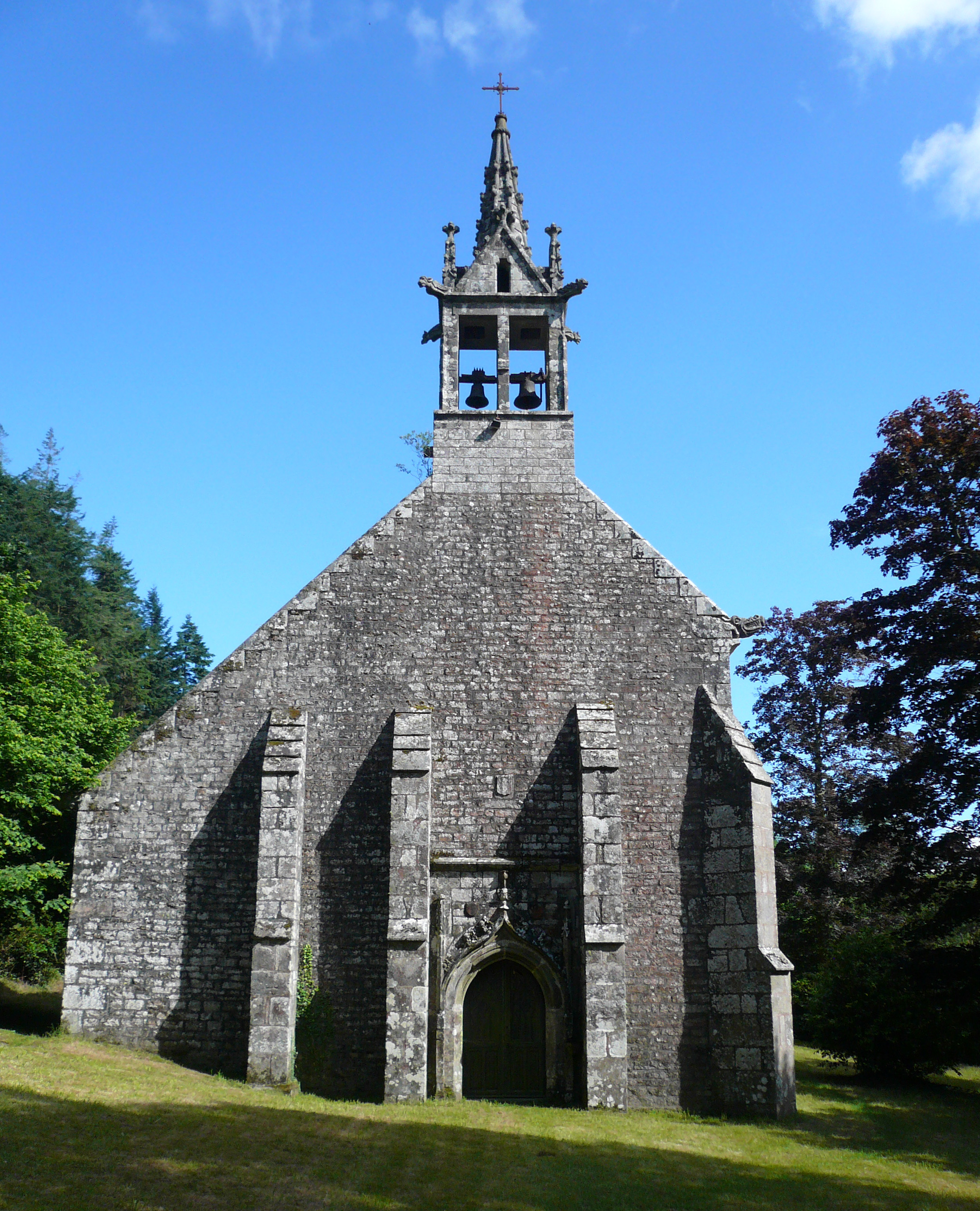
Façade de la chapelle de Cascadec en Scaër, qui reprend des éléments de l'ancienne chapelle de Coat-Quéau, notamment le clocher et le portail.

En 1925, la commune de Scrignac mit en vente publique les ruines de l'ancienne église de Coat-Quéau, devenue simple chapelle, longue de 30 mètres et large de 20 mètres, ainsi que le calvaire. La flèche du clocher était alors brisée et les pierres de son tiers supérieur avaient servi à la construction d'un pont. La toiture était effondrée depuis 20 ans et des arbres avaient poussé à l'intérieur. La chapelle fut achetée par un industriel de Quimper, René Bolloré ; les pierres furent transportées à 40 kilomètres de là et réutilisées dans la construction d'une nouvelle chapelle à l'usine de Cascadec, en Scaër,.
Une nouvelle chapelle fut construite au même emplacement en 1937 : « L'architecture est due au Président de l'Atelier Breton d'Art Chrétien, M. James Bouillé ; les coloris des vitraux représentent les sept saints de Breiz, dus au talent du jeune maître-verrier, Job Guével ; l’imposante statue de Notre-Dame, sortie du ciseau du sculpteur sur bois F. Chauris » écrit alors l'hebdomadaire Le Courrier du Finistère à l'occasion de sa consécration qui a lieu en octobre 1938.
L'abbé Jean-Marie Perrot, après son assassinat en décembre 1943 par un résistant communiste, fut enterré près de la chapelle de Coat-Quéau.
La chapelle a subi un incendie ravageant la toiture et toute la partie centrale le 5 juillet 2019.

## Description
La Chapelle est orientée selon un axe sud-ouest / nord-est. Elle est disposée en forme de tau, le porche monumental formant une nef ouverte sur l'extérieur, et le chœur étant situé à la croisée du transept. La façade occidentale s'ouvre sur le porche monumental, qui fait office de chapelle extérieure. Il est muni d'un autel surmonté d'un christ en croix créé par Le Bozec en 1942.

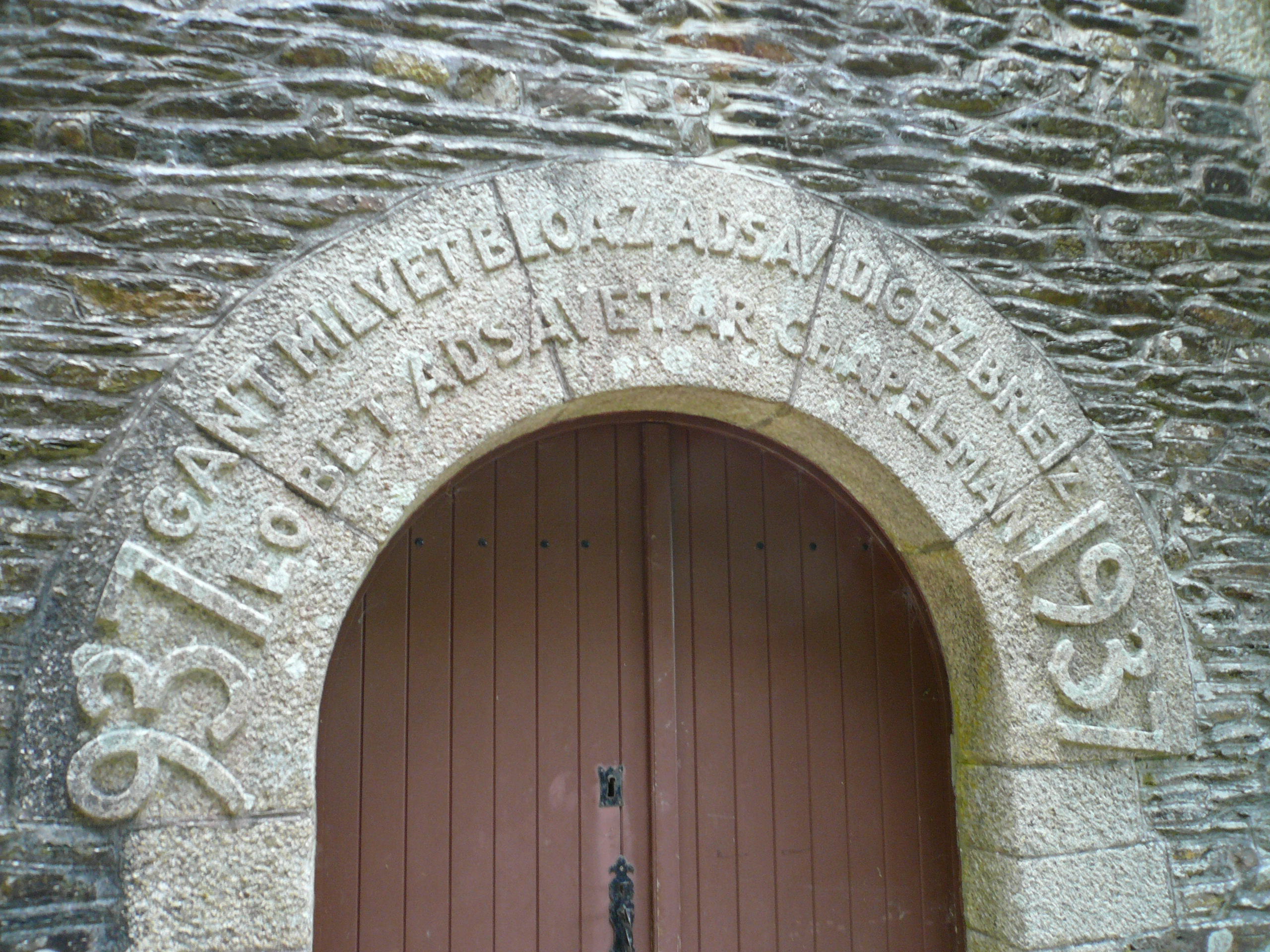
Linteau gravé

Le bras sud du transept comporte une porte en plein cintre. Sur le linteau est gravée une dédicace en breton : « 937 - 1937, gant milvet bloaz adsavidigez Breiz eo bet adsavet ar chapel-man ». Ce que l'on peut traduire par : « 937 - 1937 - cette chapelle a été relevée pour le millénaire de la restauration de la Bretagne. »
Le bras nord du transept comporte une baie triple, tout comme le chœur.
Devant la façade occidentale se trouve une esplanade permettant la tenue des messes extérieures. Immédiatement au sud de l'esplanade se trouve un calvaire, seul élément subsistant de l'ancienne chapelle de Coat-Quéau.

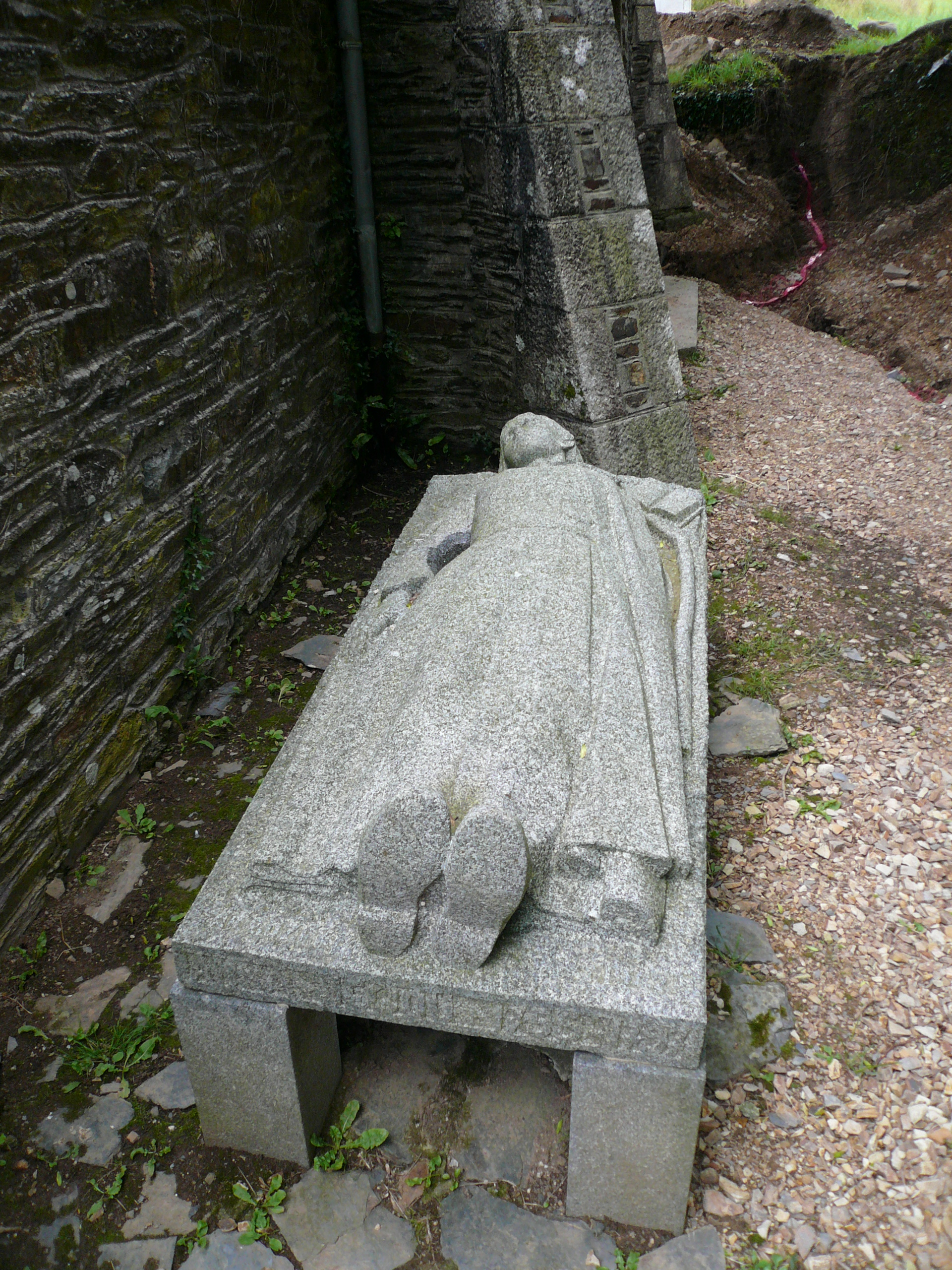
Gisant de l'abbé Jégou

De part et d'autre du porche monumental, on trouve côté nord le monument d'hommage à Jean-Marie Perrot exécuté par un groupe résistant communiste  de la région de Scrignac pendant la Seconde Guerre mondiale, et côté sud, un gisant de l'abbé Jégou, recteur de Scrignac, assassiné pendant la Révolution française.

## Les vestiges de l'ancienne chapelle de Coat-Quéau
Il ne reste que peu de vestiges témoins de l'aménagement du site avant 1937. La fontaine est encore présente, de même que le calvaire. Des éléments architecturaux et le clocher ont été réutilisés lors de la construction de la chapelle de Cascadec en Scaër ; une partie du mobilier est également exposé au musée départemental breton de Quimper.

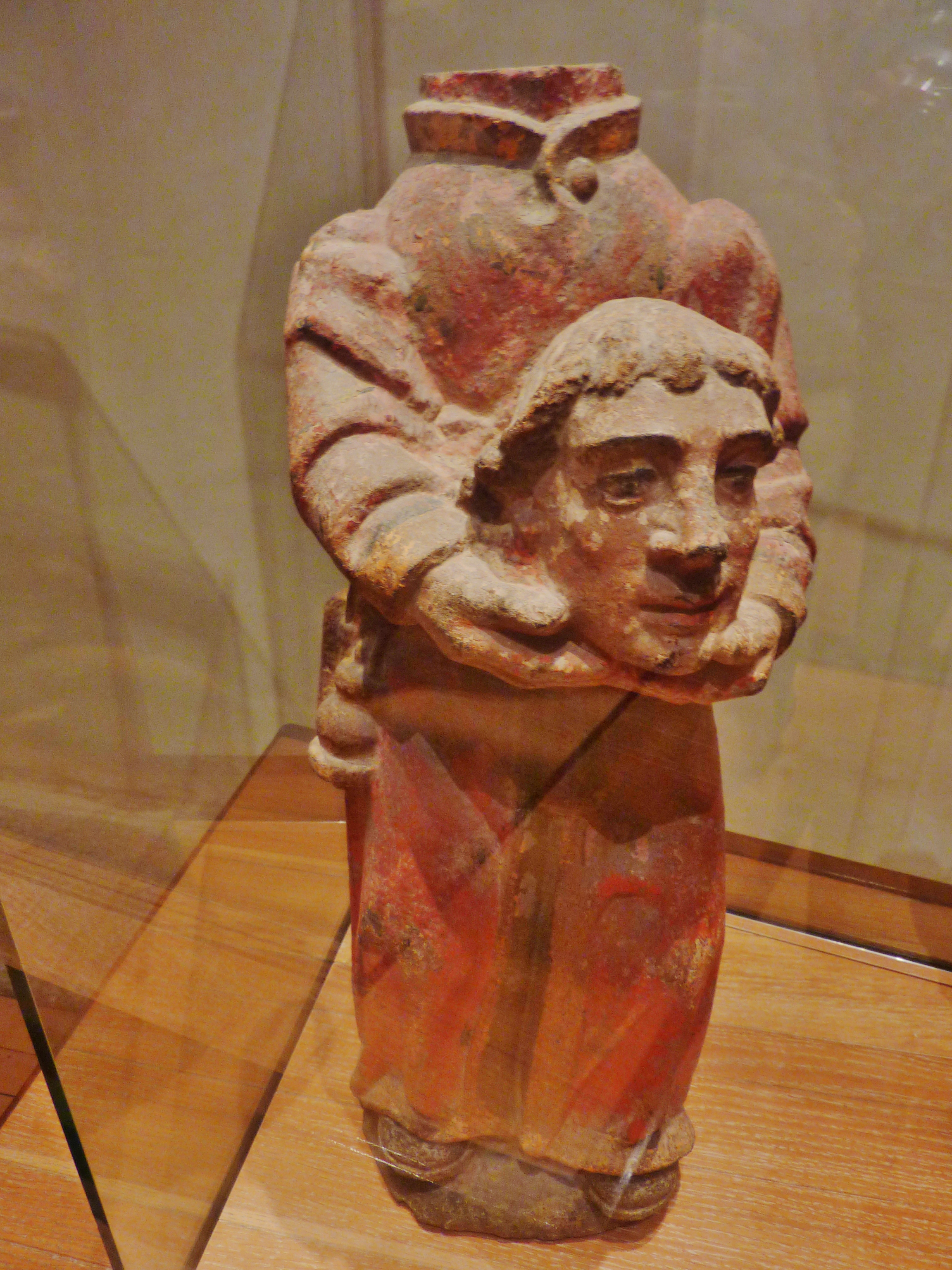
Statue de saint Trémeur enfant portant sa tête dans ses mains.
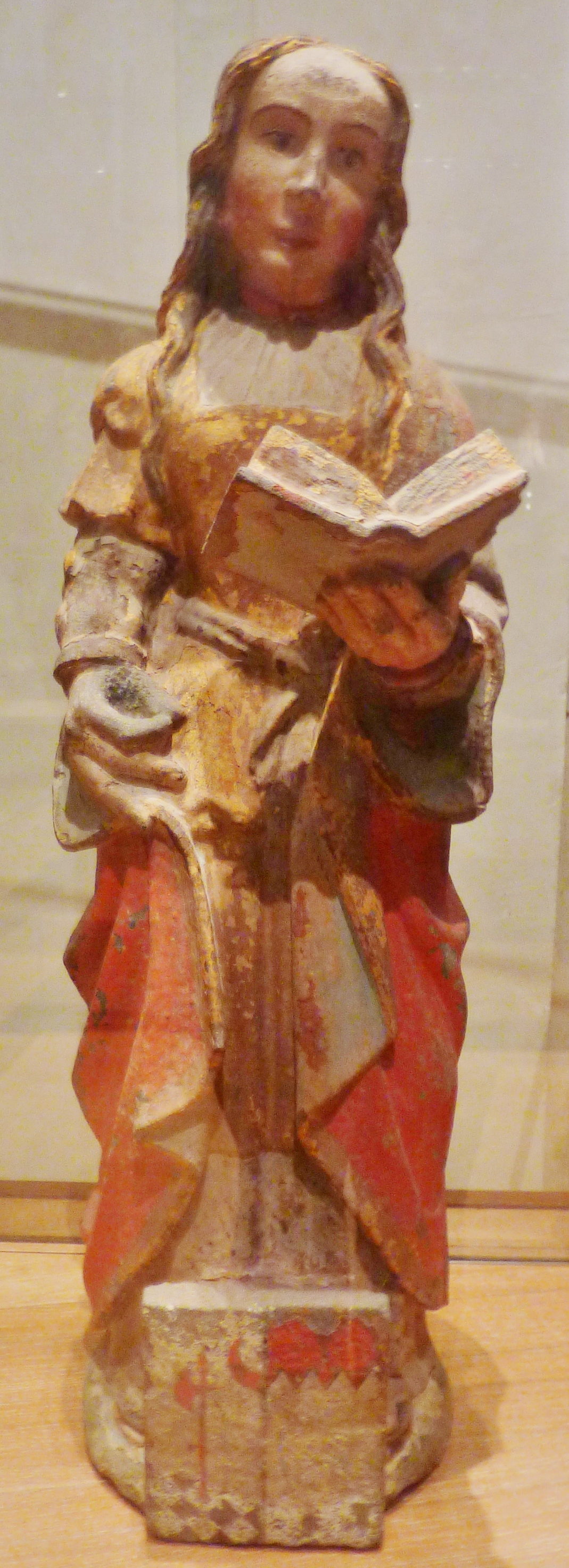
statue d'une sainte non identifiée.
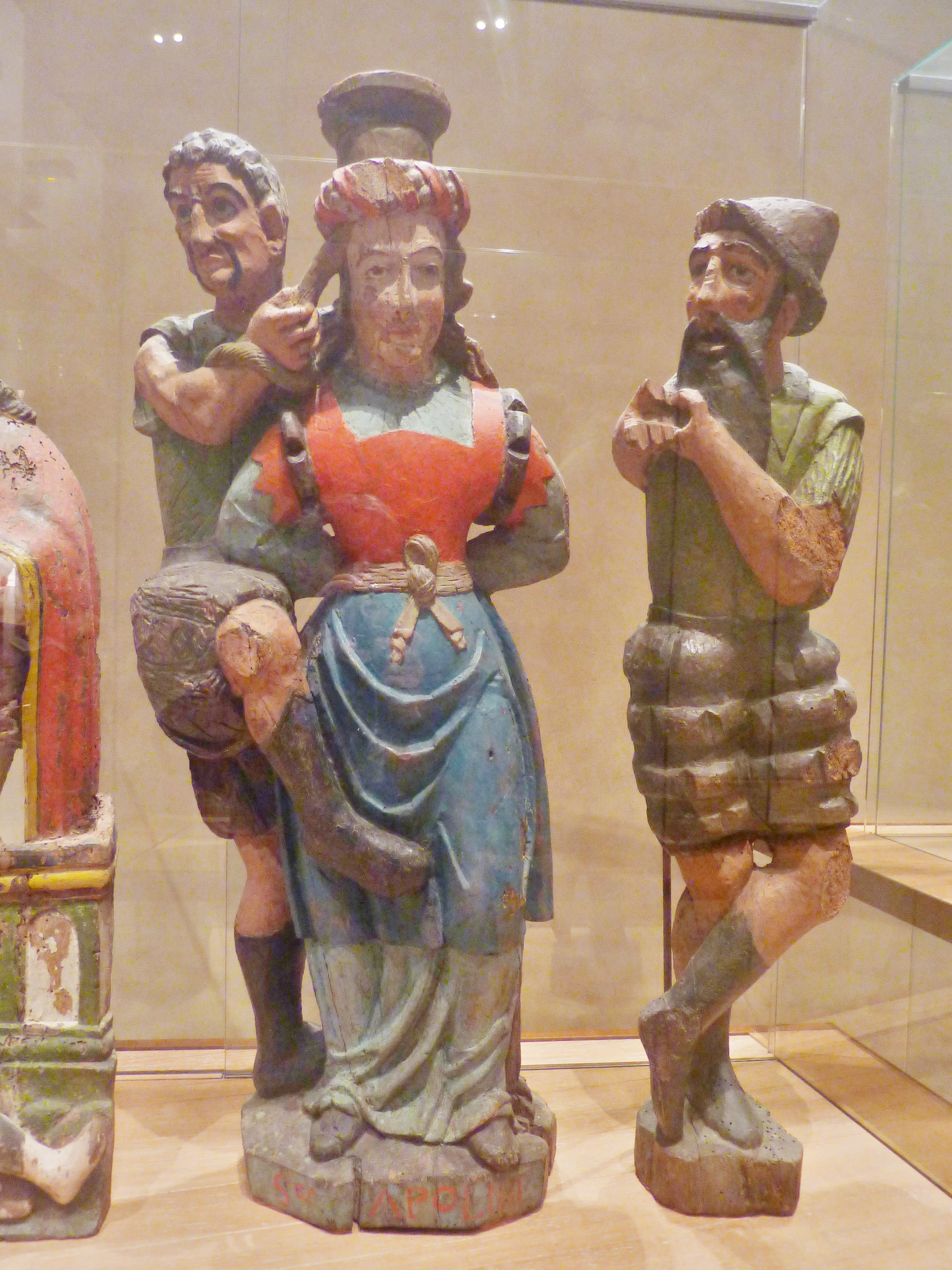
statues de sainte Apolline et ses bourreaux.
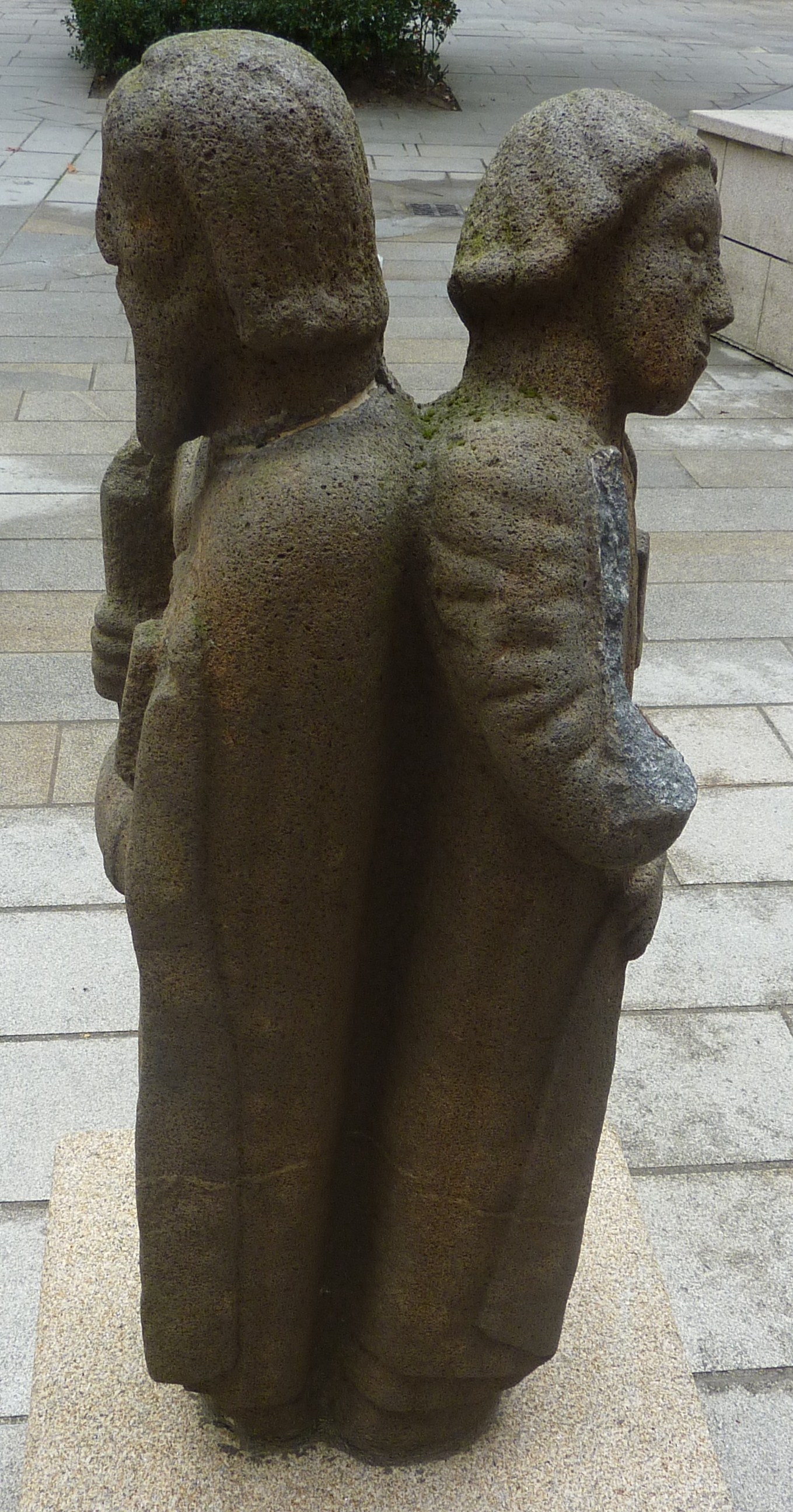
Statue géminée de saint Jean l'Apôtre et de saint Pierre.
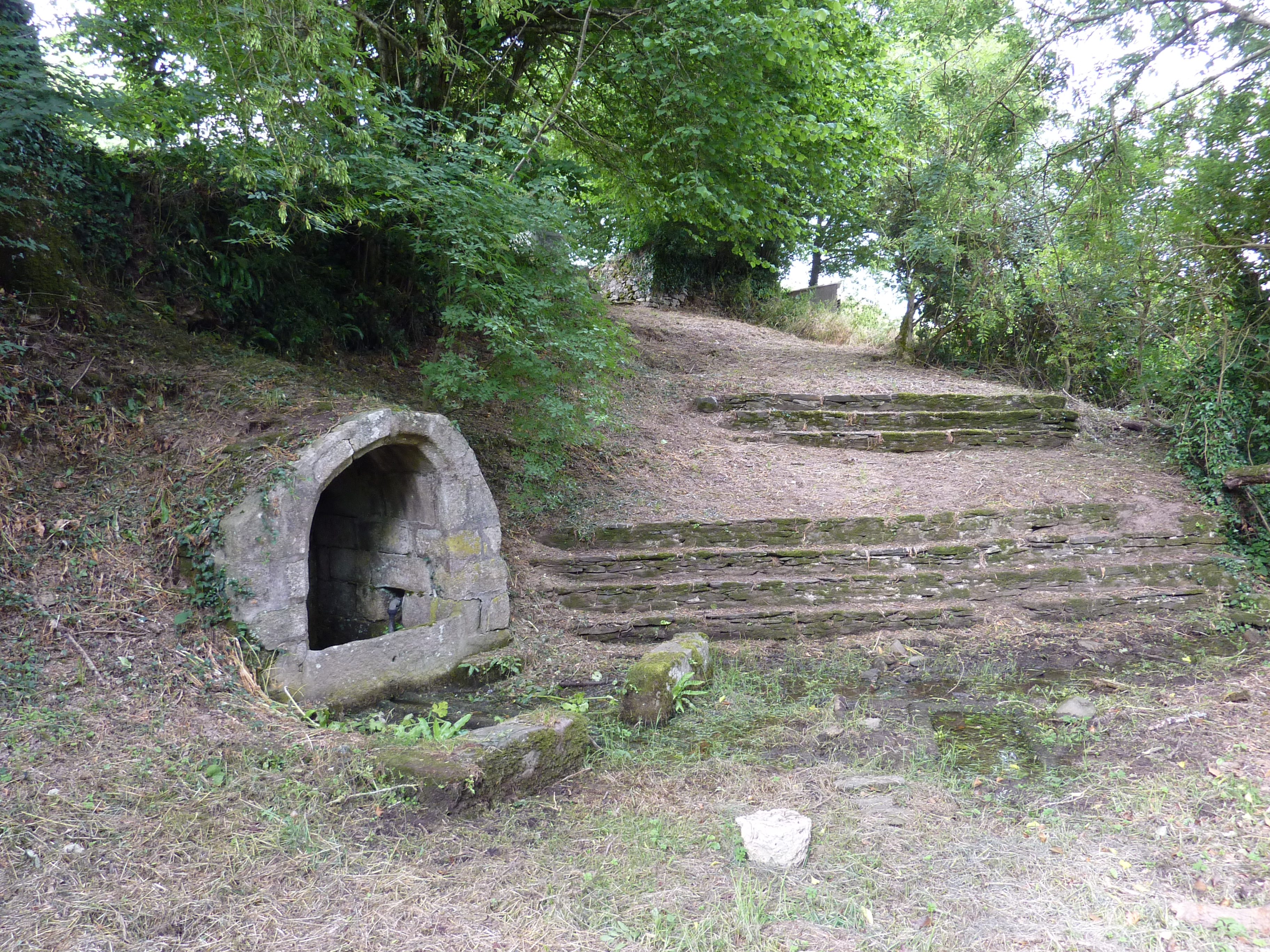
La fontaine près de la chapelle.